# Ernesto Oglivie
Ernesto Oglivie (Panamá, 30 de junio de 1989) es un jugador de básquetbol panameño que se desempeña en la posición de Ala-pívot y actualmente forma parte del plantel del Nacional que disputa la Liga Uruguaya de Básquetbol.

## Carrera profesional

### Clubes
- Actualizado hasta el 10 de junio de 2025.

| Club                          | País        | Año           |
| ----------------------------- | ----------- | ------------- |
| Caimanes de Río Abajo         | Panamá      | 2007          |
| Colegio Salesiano             | El Salvador | 2007          |
| Caimanes de Río Abajo         | Panamá      | 2008          |
| UTEC                          | El Salvador | 2008          |
| Nacional                      | El Salvador | 2008          |
| Lechugueros de León           | México      | 2008          |
| Universidad Tecnológica       | Panamá      | 2009          |
| Navieros de Colón             | Panamá      | 2009          |
| Lechugueros de León           | México      | 2009          |
| Caimanes de Río Abajo         | Panamá      | 2009          |
| Navieros de Colón             | Panamá      | 2010          |
| Caimanes de Río Abajo         | Panamá      | 2010          |
| Santa Tecla BC                | El Salvador | 2011          |
| Orense                        | Ecuador     | 2011          |
| San Marcos                    | El Salvador | 2012          |
| Maldonado BBC                 | Uruguay     | 2012          |
| Caimanes de Río Abajo         | Panamá      | 2013          |
| Leones de Juan Díaz           | Panamá      | 2013          |
| Carboneros de Chanis          | Panamá      | 2013          |
| Centro Allavena               | Uruguay     | 2013          |
| Abejas de Guanajuato          | México      | 2014          |
| Bella Vista                   | Panamá      | 2014          |
| Denver                        | El Salvador | 2014          |
| ADN                           | Ecuador     | 2014          |
| Comunikt                      | Ecuador     | 2014          |
| Denver                        | El Salvador | 2014          |
| Exsal                         | El Salvador | 2014          |
| Los Tigres                    | Panamá      | 2014          |
| San Marcos                    | El Salvador | 2015          |
| Comunikt                      | Ecuador     | 2015          |
| Santa Tecla BC                | El Salvador | 2015          |
| Correcaminos de Colón         | Panamá      | 2016          |
| Ferro                         | Argentina   | 2016          |
| Halcones de Calle P           | Panamá      | 2016          |
| Correcaminos de Colón         | Panamá      | 2016 - 2017   |
| Trouville                     | Uruguay     | 2017          |
| Isidro Metapan                | El Salvador | 2017          |
| Capitanes de Ciudad de México | México      | 2017 - 2019   |
| Universitarios del West       | Panamá      | 2020          |
| Trouville                     | Uruguay     | 2020          |
| Astros de Jalisco             | México      | 2020          |
| Caballos de Coclé             | Panamá      | 2021          |
| Titanes de Barranquilla       | Colombia    | 2021          |
| Panteras de Aguascalientes    | México      | 2021          |
| Universidad de Concepción     | Chile       | 2022          |
| Mineros de Zacatecas          | México      | 2022          |
| Titanes de Barranquilla       | Colombia    | 2022          |
| Hebraica y Macabi             | Uruguay     | 2023          |
| Titanes de Barranquilla       | Colombia    | 2023          |
| Hebraica y Macabi             | Uruguay     | 2023 - 2024   |
| Titanes de Barranquilla       | Colombia    | 2024          |
| Nacional                      | Uruguay     | 2025-presente |

## Selección nacional
Oglivie jugó para la selección de baloncesto de Panamá, tanto en torneos juveniles como en torneos de mayores.
Estuvo presente en tres ediciones del Campeonato FIBA Américas (2009, 2015 y 2017) y en cinco del Centrobasket (2008, 2010, 2012, 2014 y 2016). Además fue parte del plantel que obtuvo la medalla de plata en el torneo masculino de baloncesto en los Juegos Centroamericanos y del Caribe de 2014 de los Juegos Panamericanos de 2011 y del que terminó quinto en los Juegos Centroamericanos y del Caribe de 2014.